# Кардой
Кардой — деревня в Братском районе Иркутской области России. Входит в состав Илирского сельского поселения. Находится примерно в 115 км к юго-западу от районного центра, города Братска, на левом берегу реки Кардой, на высоте 411 метров над уровнем моря.

## Население
По данным Всероссийской переписи, в 2010 году численность населения деревни составляла 366 человек (172 мужчины и 194 женщины).

## Улицы
Уличная сеть деревни состоит из 4 улиц.